# Młodzieżowe Drużynowe Mistrzostwa Polski na Żużlu 1983
Młodzieżowe Drużynowe Mistrzostwa Polski 1983 – czwarta edycja corocznego turnieju mającego wyłonić najlepszą drużynę, składającą się z zawodników, którzy nie ukończyli jeszcze 21 roku życia.

## Drużyny
| Grupa I                                                                                          | Grupa II                                                   | Grupa III                                                   | Grupa IV                                                 |
| ------------------------------------------------------------------------------------------------ | ---------------------------------------------------------- | ----------------------------------------------------------- | -------------------------------------------------------- |
| Unia Leszno ZKŻ Zielona Góra Start Gniezno Ostrovia Ostrów Wielkopolski Stal Gorzów Wielkopolski | Śląsk Świętochłowice WTS Wrocław Kolejarz Opole RKM Rybnik | Motor Lublin Unia Tarnów Włókniarz Częstochowa Stal Rzeszów | GTŻ Grudziądz KS Toruń Polonia Bydgoszcz Wybrzeże Gdańsk |

## Eliminacje

### Grupa I
| Poz. | Klub                         | Punkty |
| ---- | ---------------------------- | ------ |
| 1    | Stal Gorzów Wielkopolski     | 36     |
| 2    | Unia Leszno                  | 29     |
| 3    | Ostrovia Ostrów Wielkopolski | 16     |
| 4    | ZKŻ Zielona Góra             | 15     |

| Poz. | Klub                     | Punkty |
| ---- | ------------------------ | ------ |
| 1    | Unia Leszno              | 37     |
| 2    | ZKŻ Zielona Góra         | 29     |
| 3    | Stal Gorzów Wielkopolski | 21     |
| 4    | Start Gniezno            | 5      |

| Poz. | Klub                         | Punkty |
| ---- | ---------------------------- | ------ |
| 1    | Unia Leszno                  | 42     |
| 2    | Stal Gorzów Wielkopolski     | 27     |
| 3    | Ostrovia Ostrów Wielkopolski | 14     |
| 4    | Start Gniezno                | 13     |

| Poz. | Klub                         | Punkty |
| ---- | ---------------------------- | ------ |
| 1    | Stal Gorzów Wielkopolski     | 31     |
| 2    | ZKŻ Zielona Góra             | 25     |
| 3    | Start Gniezno                | 21     |
| 4    | Ostrovia Ostrów Wielkopolski | 9      |

| Poz. | Klub                         | Punkty |
| ---- | ---------------------------- | ------ |
| 1    | Unia Leszno                  | 41     |
| 2    | ZKŻ Zielona Góra             | 21     |
| 3    | Ostrovia Ostrów Wielkopolski | 18     |
| 4    | Start Gniezno                | 14     |

| Poz. | Klub                         | Punkty | +/-  |
| ---- | ---------------------------- | ------ | ---- |
| 1    | Unia Leszno                  | 11     | +149 |
| 2    | Stal Gorzów Wielkopolski     | 9      | +115 |
| 3    | ZKŻ Zielona Góra             | 6      | +90  |
| 4    | Ostrovia Ostrów Wielkopolski | 3      | +57  |
| 5    | Start Gniezno                | 1      | +42  |

### Grupa II
| Poz. | Klub                 | Punkty |
| ---- | -------------------- | ------ |
| 1    | Śląsk Świętochłowice | 37     |
| 2    | RKM Rybnik           | 33     |
| 3    | Kolejarz Opole       | 15     |
| 4    | WTS Wrocław          | 8      |

| Poz. | Klub                 | Punkty |
| ---- | -------------------- | ------ |
| 1    | Śląsk Świętochłowice | 35     |
| 2    | RKM Rybnik           | 27     |
| 3    | Kolejarz Opole       | 25     |
| 4    | WTS Wrocław          | 4      |

| Poz. | Klub                 | Punkty |
| ---- | -------------------- | ------ |
| 1    | Śląsk Świętochłowice | 38     |
| 2    | RKM Rybnik           | 32     |
| 3    | Kolejarz Opole       | 19     |
| 4    | WTS Wrocław          | 5      |

| Poz. | Klub                 | Punkty |
| ---- | -------------------- | ------ |
| 1    | RKM Rybnik           | 32     |
| 2    | Kolejarz Opole       | 28     |
| 3    | Śląsk Świętochłowice | 25     |
| 4    | WTS Wrocław          | 10     |

| Tabela \| Poz. \| Klub \| Punkty \| +/- \| \| ---- \| -------------------- \| ------ \| ---- \| \| 1 \| Śląsk Świętochłowice \| 10 \| +135 \| \| 2 \| RKM Rybnik \| 9 \| +124 \| \| 3 \| Kolejarz Opole \| 6 \| +90 \| \| 4 \| WTS Wrocław \| 0 \| +27 \| |                      |        |      |
| Poz. | Klub                 | Punkty | +/-  |
| 1 | Śląsk Świętochłowice | 10     | +135 |
| 2 | RKM Rybnik           | 9      | +124 |
| 3 | Kolejarz Opole       | 6      | +90  |
| 4 | WTS Wrocław          | 0      | +27  |

### Grupa III
| Poz. | Klub                  | Punkty |
| ---- | --------------------- | ------ |
| 1    | Unia Tarnów           | 34     |
| 2    | Motor Lublin          | 27     |
| 3    | Stal Rzeszów          | 20     |
| 4    | Włókniarz Częstochowa | 14     |

| Poz. | Klub                  | Punkty |
| ---- | --------------------- | ------ |
| 1    | Motor Lublin          | 36     |
| 2    | Unia Tarnów           | 23     |
| 3    | Stal Rzeszów          | 19     |
| 4    | Włókniarz Częstochowa | 18     |

| Poz. | Klub                  | Punkty |
| ---- | --------------------- | ------ |
| 1    | Stal Rzeszów          | 27     |
| 2    | Włókniarz Częstochowa | 24     |
| 3    | Unia Tarnów           | 22     |
| 3    | Motor Lublin          | 22     |

| Poz. | Klub                  | Punkty |
| ---- | --------------------- | ------ |
| 1    | Unia Tarnów           | 32     |
| 2    | Motor Lublin          | 26     |
| 3    | Stal Rzeszów          | 24     |
| 4    | Włókniarz Częstochowa | 11     |

| Tabela \| Poz. \| Klub \| Punkty \| +/- \| \| ---- \| --------------------- \| ------ \| ---- \| \| 1 \| Unia Tarnów \| 8.5 \| +111 \| \| 2 \| Motor Lublin \| 7.5 \| +111 \| \| 3 \| Stal Rzeszów \| 6 \| +90 \| \| 4 \| Włókniarz Częstochowa \| 2 \| +67 \| |                       |        |      |
| Poz. | Klub                  | Punkty | +/-  |
| 1 | Unia Tarnów           | 8.5    | +111 |
| 2 | Motor Lublin          | 7.5    | +111 |
| 3 | Stal Rzeszów          | 6      | +90  |
| 4 | Włókniarz Częstochowa | 2      | +67  |

### Grupa IV
| Poz. | Klub              | Punkty |
| ---- | ----------------- | ------ |
| 1    | Wybrzeże Gdańsk   | 37     |
| 2    | KS Toruń          | 28     |
| 3    | GTŻ Grudziądz     | 16     |
| 4    | Polonia Bydgoszcz | 15     |

| Poz. | Klub              | Punkty |
| ---- | ----------------- | ------ |
| 1    | Wybrzeże Gdańsk   | 29     |
| 2    | KS Toruń          | 27     |
| 3    | Polonia Bydgoszcz | 22     |
| 4    | GTŻ Grudziądz     | 18     |

| Poz. | Klub              | Punkty |
| ---- | ----------------- | ------ |
| 1    | Wybrzeże Gdańsk   | 36     |
| 2    | KS Toruń          | 35     |
| 3    | Polonia Bydgoszcz | 15     |
| 4    | GTŻ Grudziądz     | 10     |

| Poz. | Klub              | Punkty |
| ---- | ----------------- | ------ |
| 1    | KS Toruń          | 29     |
| 1    | Wybrzeże Gdańsk   | 29     |
| 3    | Polonia Bydgoszcz | 28     |
| 4    | GTŻ Grudziądz     | 9      |

| Tabela \| Poz. \| Klub \| Punkty \| +/- \| \| ---- \| ----------------- \| ------ \| ---- \| \| 1 \| Wybrzeże Gdańsk \| 11.5 \| +131 \| \| 2 \| KS Toruń \| 8.5 \| +119 \| \| 3 \| Polonia Bydgoszcz \| 3 \| +80 \| \| 4 \| GTŻ Grudziądz \| 1 \| +53 \| |                   |        |      |
| Poz. | Klub              | Punkty | +/-  |
| 1 | Wybrzeże Gdańsk   | 11.5   | +131 |
| 2 | KS Toruń          | 8.5    | +119 |
| 3 | Polonia Bydgoszcz | 3      | +80  |
| 4 | GTŻ Grudziądz     | 1      | +53  |

## Finał
- 25 września 1983
- Tarnów
- Sędzia: Bronisław Ratajczyk

| Poz.           | Klub                                                                                 | Klub                                       | Punkty      |
| 1              | Wybrzeże Gdańsk                                                                      | Wybrzeże Gdańsk                            | 31          |
| -------------- | ------------------------------------------------------------------------------------ | ------------------------------------------ | ----------- |
| 5 6 7 8 18     | Dariusz Stenka Mirosław Berliński Piotr Żyto Krzysztof Fedeczko Roman Fedeczko       | (3 3 2 2) (3 3 3 2) (3 3 1 2) (1 0) (0 u)  | 10 11 9 1 0 |
| 2              | Unia Leszno                                                                          | Unia Leszno                                | 26          |
| 9 10 11 12 19  | Marek Bzdęga Zbigniew Krakowski Zenon Kasprzak Andrzej Sokołowski Arkadiusz Zielonko | (3 2 3 3) (0) (2 3 3 3) (2 0 0 1) (1 0 0)  | 11 0 11 3 1 |
| 3              | Unia Tarnów                                                                          | Unia Tarnów                                | 20          |
| 13 14 15 16 20 | Janusz Trytko Józef Górski Arkadiusz Tanaś Jerzy Stóś Bogusław Mitera                | (0 2 2 0) (0 2 2 3) (1 2 1 1) (1 1 0 2) ns | 4 7 5 4 0   |
| 4              | Śląsk Świętochłowice                                                                 | Śląsk Świętochłowice                       | 19          |
| 1 2 3 4 17     | Maciej Fabiszak Krzysztof Bas Leszek Matysiak Andrzej Kułaga Krzysztof Błaszczyk     | (2 1 2 1) (2 1 1 1) (1 3) (1 w 3 0) (w 0)  | 6 5 4 0     |

### Tabela
| Poz. | Klub                 |
| ---- | -------------------- |
| 1    | Wybrzeże Gdańsk      |
| 2    | Unia Leszno          |
| 3    | Unia Tarnów          |
| 4    | Śląsk Świętochłowice |